# Jochen Hoffbauer
Jochen Hoffbauer (ur. 10 marca 1923 w Mielęcicach koło Lubomierza, zm. 17 sierpnia 2006 w Kassel) – niemiecki pisarz publicysta i poeta.
W roku 1963 otrzymał Nagrodę Literacką im. Eichendorffa.
Po polsku ukazały się jego dwa tomiki wierszy:
- Zimowe strofy. Wiersze ostatnie, ISBN 978-83-7432-288-1
- Stacje, ISBN 978-83-7432-510-3